# روبرت غالو
روبرت غالو (بالإنجليزية: Robert Gallo)‏ طبيب وباحث علمي أمريكي، ولد في 23 مارس 1937 . شارك مختبره في اكتشاف فيروس HIV المسبب لمرض الإيدز.

## روابط خارجية
- روبرت غالو على موقع الموسوعة البريطانية (الإنجليزية)
- روبرت غالو على موقع مونزينجر (الألمانية)
- روبرت غالو على موقع إن إن دي بي (الإنجليزية)